# Église Porte ouverte chrétienne
L'Église Porte ouverte chrétienne (ou, selon son nom complet, Mission du Plein Évangile - La Porte ouverte chrétienne) est une mégaéglise évangélique charismatique multisite basée à Mulhouse, en France.  En 2015, elle comptait 2 200 membres. Elle est affiliée à la Fédération des Églises du plein évangile en francophonie, membre du Conseil national des évangéliques de France.

## Histoire
L'Église est officiellement fondée en 1966 par Jean et Suzanne Peterschmitt à Mulhouse.  En 1972, elle compte entre 60 et 80 membres. Elle déménage ses locaux à Pfastatt, dans la banlieue de Mulhouse. Cette même année, les locaux sont installés dans un ancien supermarché de Mulhouse, avec une capacité d'accueil de 600 personnes. En 1989, un nouveau local est trouvé à Bourtzwiller (Mulhouse) ; il peut accueillir 1 500 personnes. En 1995, des travaux ont lieu afin d'agrandir le temple pour une capacité d'accueil de 1 900 places. 
En 2002, Samuel Peterschmitt succède à son père en tant que pasteur principal de l'Église,
En 2005, l'assistance est de 1 500 personnes,,.  
En 2015, devenue une megachurch avec 2 200 membres, elle fait des travaux d'agrandissement dans son bâtiment pour atteindre une capacité de 2 500 places,. La dédicace a eu lieu en présence du sous-préfet de Thann-Guebwiller, Daniel Mérignargues, et d'élus locaux. Une extension de 3 000 m2 s'ajoute aux 4 000 existants. Conçu par l’architecte Marc-Yves Troxler, le bâtiment a une capacité d’accueil de 3 268 personnes, ce qui en ferait la plus grande Église évangélique de France. 
En 2023, elle avait ouvert 8 campus (appelés Église filles) dans différentes villes de France, en Suisse et en Bulgarie.

## Croyances
L’Église a une confession de foi charismatique.  Elle est membre de la Fédération des Églises du plein évangile en francophonie, qui est membre du Conseil national des évangéliques de France (CNEF).
Selon un étude sociologique, la confession de foi « est typique des Églises protestantes évangéliques de tradition pentecôtiste. Elle est très orthodoxe, à la fois au plan doctrinal chrétien - par son affirmation trinitaire notamment -, protestante par son affirmation de l’autorité souveraine de « l’Écriture Sainte » et du salut « non par les œuvres, mais par la foi seule », pentecôtiste par son insistance sur le baptême dans l’Esprit et la référence aux dons spirituels.»
La « guérison divine » avec imposition des mains est pratiquée lors des cultes,.

## Aide sociale
L'Église est impliquée dans la ville avec des actions humanitaires qui sont reconnues par la mairie; soutien scolaire, bourse aux vêtements et aide administrative,.
Elle développe également l'aide humanitaire à l'étranger, notamment au Sénégal avec son centre Béer Sheba, qui aide au développement social et agricole des villages.[réf. nécessaire]

## Financement de l'Église
« La question du financement de l'église locale par les fidèles est un sujet assez délicat » reconnaît Jean-Marie Ribay, pasteur à l'église Porte ouverte chrétienne : « Ce domaine en effet, suscite facilement des inquiétudes et des soupçons… ». Si la POC n'interpelle pas directement ses fidèles sur des questions financières (la question des dons n'étant jamais abordée explicitement durant les prédications), les fidèles sont renvoyés à leur propre responsabilité en matière de dons ou d'offrande qui sont souvent effectués en liquide sous la forme d'enveloppes anonymes. Selon une évaluation quantitative indépendante les fidèles ne seraient que 57% à déclarer participer financièrement au développement de l'église. Mais lorsque les dons sont jugés en perte de vitesse, les frères responsables "prient pour que Dieu pourvoie". Un responsable évoque des dons exceptionnels de plusieurs centaines de milliers de francs, représentant la somme moyenne des dons mensuels. La dîme reste une tradition encore respectée par certains fidèles les plus anciens de l'assemblée (les chèques étant parfois établis à la virgule suivant un calcul rigoureux de la dîme). Les dons seraient en progression régulière depuis 1989 suivant l'expansion de l'église (les dons pour l’année 2001 s'élevant à plus de 3,5 millions de francs).

## Controverses
Sans avoir été listée dans le rapport parlementaire sur les sectes de 1995, la  MPE-POC fut à l'époque « régulièrement l’objet
d’accusations de sectarisme dans les journaux locaux ». Les premières critiques utilisant le mot « secte » provenaient de certaines églises catholiques qui utilisent ce mot dans son acception première. Mais les premières plaintes effectives se firent en 1993 auprès de l'association « Évolutions Religieuses et Nouvelles Religiosités » (E.R.N.R.) « centre d’étude, de documentations et d’informations sur les nouvelles formes de religiosité », principalement les mouvements religieux non-concordataires. C'est ensuite, à partir de 1996, au CCMM, association antisectes, que les plaintes sont déposées. Selon le président de l'ERNR, Philippe Levallois, ce sont les personnalités charismatiques de Jean et son fils Samuel Peterschmitt, responsables de la MPE-POC, qui seraient à l’origine des accusations dont l’assemblée fait l’objet. 
Une « Association des victimes de la Porte ouverte chrétienne » est ensuite fondée en décembre 1999 par Claude Onimus, le mari d’une fidèle de l'association, par opposition à l'affiliation de son épouse à cette Église. Il cherche alors à dénoncer certains agissements de l'association (prières pour les malades...). Les journaux locaux relaient à nouveau des affaires entourant la MPE-POC et même la presse nationale. La direction de la communication de l'église fait remarquer que le site web de l'association des victimes de la POC n'existe plus en 2020.
En réponse aux accusations de cette association, une étude sociologique a été demandée directement par les responsables de la MPE-POC dans le but d'obtenir une évaluation de leur association. Elle se déroula de janvier 2002 à septembre 2003, conduite par Jean-Paul Willaime et Laurent Amiotte-Suchet du Groupe Sociétés, Religions, Laïcités (GSRL). La conclusion de cette étude inscrit la MPE-POC comme une assemblée « bien caractéristique de ce que l'on appelle le pentecôtisme » : l’expérience émotionnelle de la présence divine et de son efficacité (à travers la glossolalie, la guérison, la prophétie), la référence privilégiée à la Bible et le caractère professant du groupement religieux – c’est-à-dire le type de la Believer’s Church qui n’admet comme membres que les convertis et attend de chacun qu’il soit un évangélisateur – nous paraissent les trois éléments fondamentaux de cette expression du christianisme que constitue le pentecôtisme. Chacun de ces trois composants, pris isolément, n’est pas caractéristique du pentecôtisme, ce qui lui est spécifique c’est leur combinaison.

## Rassemblement du 17 au 24 février 2020 et Covid-19
En mars 2020, l'Église est citée pour avoir contribué de façon importante au début de la propagation de l'épidémie de Covid-19 en France. Ainsi pour le journal L'Alsace, « le rassemblement évangélique de la Porte Ouverte chrétienne, du 17 au 24 février, a incontestablement été l’une des voies d’entrée du coronavirus dans l’Hexagone » et est considéré comme « le premier cluster majeur en France ». Une modélisation statistique et sanitaire transmise au conseil scientifique permet de dire mi-avril que, sans le rassemblement de Mulhouse, il y aurait en France quatre fois moins de personnes hospitalisées et que le pays serait au même niveau que l’Allemagne en termes de contamination. De nombreux fidèles ont été contaminés au cours de ce rassemblement à Mulhouse: au 11 mai 2020, on compte 31 décès pour mille contaminés parmi eux.
Dès l’annonce du stade 2 de l’épidémie le 29 février, l'église annule ses activités des jours suivants, prenant successivement entre le 3 et le 9 mars une série de décisions d'annulation des réunions et des cultes en présentiel d'abord jusqu'au 8 mars, puis jusqu’au 18 mars,, puis jusqu'au 15 avril, après le décret ministériel du 9 mars.
Le 1er mars, l'église est contactée par l'ARS du Grand Est pour lui signaler qu'« une famille parmi les membres de l' église avait été testée positive au Coronavirus ». Après investigation, l'église a su que certains membres de cette famille, infectés mais sans le savoir, avaient participé au rassemblement. L’Agence régionale de santé aurait été informée de la possibilité de cas contacts,.
L'Église dit avoir collaboré par la suite avec l'ARS, ainsi qu'avec les autorités, et a mentionné que « le mardi 3 mars, sur recommandation de l’Agence Régionale de la Santé, un appel national a été lancé à toutes les personnes ayant fréquenté [l']église, du 17 au 24 février, au travers de [ses] supports de communication, les médias et les autorités de santé en la personne de Jérôme Salomon (Directeur Général de la Santé) »,. C'est ainsi que le ministère de la Santé a appelé le 3 mars 2020 les participants de ce rassemblement à « se surveiller ».
L’Église est accusée de ne pas avoir devancé les mesures sanitaires qui allaient être édictées par le gouvernement, ou même ignoré les mesures de sécurité « de base » comme l'a suggéré Josiane Chevalier, la préfète du Grand Est et du Bas-Rhin le 17 mars. Mais ce rassemblement n’a pas enfreint les règles sanitaires alors en vigueur (il n'y avait pas de recommandations officielles particulières à prendre en compte, le stade 1 comprenant seulement des quarantaines préventives). De plus, les tout premiers cas de contaminations à Mulhouse ne sont pas encore connus.
Le 21 mars 2020, le député Jean-Luc Mélenchon met en avant le caractère chrétien du rassemblement à l’Assemblée nationale : « C’est une réunion religieuse qui a permis cette contamination ! », ajoutant : « Si cela avait été des musulmans, on en aurait entendu parler pendant des jours. ».
Au cours du week-end du 22 mars 2020 (durant le confinement obligatoire national renforcé localement par les autorités municipales (Mairie de Mulhouse) et préfectorales), des riverains s'alarment que l'église organise un nouveau rassemblement en totale contradiction avec les interdictions en vigueur, alors que la maire n'a « délivré aucune dérogation pour enregistrer ou célébrer un culte à la Porte ouverte chrétienne ». Ils alertent la police et la nouvelle se répand sur les réseaux sociaux puis dans les médias. Ces faits suscitent une violente polémique et des commentaires furieux notamment sur le web. Mais l’équipage de police venu sur place ne constate pas de rassemblement dépassant les vingt personnes autorisées dans les lieux de culte encore ouverts,. Le pasteur Samuel Peterschmitt explique que seuls onze salariés étaient présents pour l'enregistrement du culte, en conformité avec l'arrêté ministériel du 15 mars 2020,. L'Église proposera par la suite des cultes enregistrés de façon individuelle par les pasteurs jusqu’en juillet 2020 ,.
Jonathan Peterschmitt, fils du pasteur principal, petit-fils du fondateur,  médecin à Ammertzwiller et membre de l’église, plusieurs fois sollicité par les médias, compare les symptômes qui sont les siens et ceux de son entourage à ceux d'une grippe et dit se soigner à l'aide d'anti-inflammatoires,,: « J'ai dû prendre deux ou trois anti-inflammatoires, mais je n'ai pas de médicaments spécifiques. Cela ressemble plus à une grippe » explique-t-il le 4 mars sur France Bleu. Ces conseils entrent en contradiction dix jours plus tard avec les propos du ministre de la Santé Olivier Véran, reprenant l'avis de l'Agence nationale du médicament (ANSM) pour qui cette prise d'anti-inflammatoire est un « facteur d'aggravation de l'infection », ce que l'on ignorait au début de l'épidémie, d'où la mise au point des autorités de santé à ce moment-là,. 
Le 26 mars 2020, le service enquête de France Info établit que plus de 1 000 membres contaminés du rassemblement évangélique de février à Mulhouse ont contribué au début de la propagation du Covid-19 en France. Un grand nombre de cas avérés et de décès en France sont liés à ce rassemblement : les participants venus de toute la France, y compris des outre-mers, ainsi que de pays proches comme la Suisse, la Belgique et l’Allemagne, se sont mutuellement contaminés sans le savoir et, en retournant chez eux, ont rapidement essaimé la maladie en Bourgogne-Franche-Comté, Guyane, Corse, Hautes-Alpes, Manche, Nouvelle-Aquitaine, Paris et dans la région Centre-Val de Loire. Pour Christophe Lannelongue, directeur général de l'Agence régionale de santé Grand Est, le rassemblement de février 2020 a fait l'effet d'« une espèce de bombe atomique qui nous est tombée dessus ».
Le rassemblement a essaimé également les premiers cas de covid-19 au Burkina-Faso via un pasteur de l'Eglise.
En avril 2020, l'Église informe les médias qu'elle aurait servi de bouc-émissaire et serait devenue la cible d’un « déchaînement sur les réseaux sociaux » ainsi que de « menaces »,. Elle réfute sa responsabilité sanitaire et publie un manifeste de cinq pages intitulé De la responsabilité en contexte pandémique. L'église considère également qu'il y aurait eu circulation du virus dans la région au moment de son rassemblement et cite la simultanéité des autres rassemblements maintenus (matchs de football, élections municipales).
Une recherche scientifique du CNRS cherchant à retracer la propagation du virus dans le Haut-Rhin a été engagée en avril 2020.
En mai 2020, selon une étude d’un médecin de l’hôpital Albert-Schweitzer de Colmar, la Covid-19 aurait été présente dans la région depuis novembre 2019 et l’Église ne serait qu'un « maillon de la chaîne de transmission du virus ». 
Comme semble le montrer le parallèle avec l'Église Shincheonji, certaines pratiques valorisées par les évangéliques auraient exposé davantage l’Église à la propagation du virus : la taille du rassemblement, les chants en commun, les poignées de main et les embrassades.